# Trường Trung học phổ thông chuyên Nguyễn Bỉnh Khiêm, Vĩnh Long
Trường Trung học phổ thông chuyên Nguyễn Bỉnh Khiêm (Tiếng Anh: Nguyen Binh Khiem High Schol for the Gifted) là trường Trung học phổ thông (THPT) chuyên duy nhất của tỉnh Vĩnh Long được thành lập vào ngày 8 tháng 1 năm 1992 theo Quyết định số 31/QĐ.TCCB của Giám đốc Sở Giáo dục và Đào tạo tỉnh Vĩnh Long. Tuyển chọn và đào tạo học sinh năng khiếu cấp THPT các môn văn hóa, ngoại ngữ trên địa bàn toàn tỉnh Vĩnh Long. Từ năm học 1992–1993 trường được đổi tên thành "Trường Trung học phổ thông chuyên Nguyễn Bỉnh Khiêm" theo Quyết định số 246/UBT ngày 29 tháng 7 năm 1992 của Chủ tịch Ủy ban nhân dân tỉnh Vĩnh Long.

## Tổng quát
Năm học đầu tiên 1991-1992, trường chỉ có 60 học sinh của 3 lớp 10 chuyên và 8 cán bộ, giáo viên, công nhân viên, cơ sở vật chất tạm bợ được ghép chung với Trung tâm hướng nghiệp dạy nghề của tỉnh. Năm học 1992-1993, trường được chuyển sang dùng chung cơ sở với trường Bổ túc văn hóa tại chức tỉnh, năm học này trường đã phát triển được 13 lớp (có cả hệ Trung học cơ sở). Từ năm học 1996-1997, trường được tách riêng ra và chuyển về cơ sở mới (do trường Cao đẳng sư phạm Vĩnh Long để lại), bấy giờ chỉ có 1 khu học tập gồm 18 phòng học, xung quanh toàn là đất ruộng, nền thấp, luôn chịu ảnh hưởng của triều cường.
Sau 30 năm thành lập, cơ sở vật chất được nâng cấp, nhà trường đã có đội ngũ 116 cán bộ, giáo viên, nhân viên và tập thể 27 lớp với 894 học sinh. Trường đã đạt được các tiêu chuẩn quy định đối với một trường THPT đạt chuẩn quốc gia.

## Đào tạo

### Cơ cấu tổ chức

#### Lớp học
Gồm 10 lớp chuyên:
- Chuyên Toán (2 lớp)
- Chuyên Vật lí
- Chuyên Hóa học
- Chuyên Ngữ văn
- Chuyên Tiếng Anh (2 lớp)
- Chuyên Địa lí, Lịch sử (lớp ghép)
- Chuyên Vật lí, Tin học (lớp ghép)
- Chuyên Hóa học, Sinh học (lớp ghép)

##### Các tổ chuyên môn
- Tổ Toán học - Tin học
- Tổ Vật lí - Công nghệ
- Tổ Hóa học
- Tổ Sinh học - Kỹ thuật
- Tổ Ngữ văn
- Tổ Ngoại ngữ
- Tổ Lịch sử - Địa lí - Giáo dục công dân
- Tổ Thể dục - Quốc phòng
- Tổ Văn phòng

## Lịch sử

### Các đời hiệu trưởng
| Nhiệm kỳ  | Hiệu trưởng       |
| --------- | ----------------- |
| 1991-2006 | Tăng Như Lăng     |
| 2006-2013 | Bùi Chí Hiếu      |
| 2013-2020 | Nguyễn Hồng Phước |
| 2020-2024 | Ngô Thanh Trúc    |
| 2024-nay  | Nguyễn Hồng Bảo   |

## Thành tích dạy và học

#### Đối với tập thể
- Chủ tịch nước tặng Huân chương lao động hạng ba năm 2003 và Huân chương lao động hạng nhì năm 2012.
- Thủ tướng Chính phủ tặng Bằng khen.
- Bộ trưởng Bộ Giáo dục và Đào tạo tặng bằng công nhận trường THPT đạt chuẩn quốc gia giai đoạn 2001-2010.
- Ủy ban nhân dân tỉnh Vĩnh Long tặng bằng công nhận trường THPT đạt chuẩn quốc gia giai đoạn 2013-2018.
- Được công nhận là lá cờ đầu của phong trào thi đua ngành giáo dục đào tạo giai đoạn 1990-2000.
- Được cờ khen của Bộ Giáo dục và Đào tạo năm 2004, cờ khen của Đoàn Thanh niên, của Tổng Liên đoàn Lao động Việt Nam, huy chương của Hội Chữ thập đỏ.
- Nhiều bằng khen của Bộ Giáo dục và Đào tạo, Ủy ban nhân dân tỉnh hàng năm.
- Chi bộ được công nhận là chi bộ trong sạch vững mạnh nhiều năm liền.

#### Đối với đội ngũ giáo viên, công nhân viên
- Đến năm 2018, có 100% giáo viên đạt chuẩn và trên chuẩn; có 49 giáo viên đạt trình độ Thạc sĩ. 50% giáo viên được công nhận là giáo viên giỏi cấp tỉnh, trong đó có 06 giáo viên giỏi cấp tỉnh không thời hạn, 07 giáo viên đạt danh hiệu viên phấn vàng và 1 nguyên phó hiệu trưởng được công nhận là nhà giáo ưu tú.[1]
- Hơn 100 đề tài, sáng kiến kinh nghiệm của giáo viên được tổng kết, đánh giá.

#### Đối với học sinh
- Tỉ lệ học sinh xếp loại giỏi hàng năm đều đạt trên 60%.[1]
- Tỉ lệ trúng tuyển vào các trường Đại học hàng năm luôn đạt trên 90%.[1]
- Trong các kỳ thi tuyển sinh Đại học, trường THPT chuyên Nguyễn Bỉnh Khiêm là những trường có điểm thi vào Đại học cao nhất cả nước.[2][3]
- Đã có trên 10.000 học sinh được công nhận là học sinh giỏi cấp tỉnh và trên 355 học sinh được công nhận là học sinh giỏi quốc gia và 23 học sinh được công nhận đạt giải Cuộc thi Khoa học, Kỹ thuật cấp quốc gia.[1]
- Nhiều học sinh đạt huy chương vàng, bạc, đồng trong các kỳ thi Olympic học sinh giỏi, Hoá học Hoàng gia Australia, giải toán trên máy tính cầm tay Casio,...
- Đặc biệt, trong 3 năm liên tục 2000, 2001 và 2002 trường có các học sinh Trần Ngọc Minh, Đỗ Thị Hồng Nhung, Lương Phương Thảo đã dự thi vòng chung kết của cuộc thi Đường lên đỉnh Olympia đạt 2 giải nhất và 1 giải nhì.[4]
- Trường cũng mở rộng các hoạt động giao lưu, tìm hiểu các nước trong khu vực và trên thế giới nhất là trong lĩnh vực giáo dục. Nhiều học sinh của trường đã đi du học ở các nước như Úc, Singapore, Canada, Mỹ,... Thông qua tổ chức CRS, trường cũng đã thực hiện dự án "Nhịp cầu thông tin"[5] nhằm mục đích cho học sinh của trường  được giao lưu với học sinh các trường ở Mỹ.
- Học sinh nhà trường tích cự tham gia cuộc vận động "Học tập và làm theo tấm gương đạo đức Hồ Chí Minh", các cuộc thi tìm hiểu và các đợt tuyên truyền, vận động phòng chống ma tuý, AIDS, giáo dục môi trường, giáo dục an toàn giao thông, tìm hiểu về pháp luật.
- Các hoạt động giao lưu liên trường kết hợp với các cuộc thi khu vực như Cuộc thi Olympic truyền thống 30 tháng 4, Trại hè Phương Nam.

## Văn hóa

### Chuỗi sự kiện "Giờ ra chơi cuối cùng - Lễ Tri ân trưởng thành"
Diễn ra lần đầu tiên vào năm 2012, sự kiện Giờ ra chơi cuối cùng đã trở thành nét đặc trưng của trường.

### Lễ hội hoá trang (trước đây làHalloween)
Được tổ chức hàng năm vào dịp lễ Halloween, do học sinh các lớp chuyên Anh. Buổi lễ thường bao gồm các tiết mục cosplay, nghệ thuật và trò chơi.
Trong những năm đầu tiên diễn ra, sự kiện đã trở thành một "cơn sốt" đối với học sinh THPT trên địa bàn tỉnh.

#### Tên gọi
Trước đây, sự kiện được đặt tên theo sự kiện Halloween. Tuy nhiên, sự kiện đã phải đổi tên thành "Lễ hội hóa trang" theo khoản 12, Điều 5, Luật Giáo dục 2019.

### Hội trại Truyền Thống
Diễn ra đầu tiên vào năm 2015, và được tiếp tục cho tới tận năm 2020. Sau đó, sự kiện đã bị tạm ngưng do ảnh hưởng của đại dịch Covid-19. Ngày 29 tháng 9 năm 2022, trang thông tin chính thức của sự kiện trên Facebook đăng tải nội dung ẩn ý rằng sự kiện sẽ trở lại. Tuy nhiên, không có bất kì thông tin thêm nào được tiết lộ và sự kiện cũng không được diễn ra; các học sinh của trường cho rằng đó là do một số vấn đề liên quan tới sự an toàn của học sinh.

### Các câu lạc bộ
Trường có các câu lạc bộ được quản lí và vận hành chủ yếu bởi học sinh, các câu lạc bộ có thể kể đến như Mosaic Media, Guitar NBK, Chi Hội Lịch sử Trường THPT chuyên Nguyễn Bỉnh Khiêm (trực thuộc Hội Khoa học Lịch sử tỉnh Vĩnh Long).